# 聖ジャベリン

聖ジャベリンを描いたイラスト

聖ジャベリン（せいジャベリン、英語: Saint Javelin）は、2022年ロシアのウクライナ侵攻の際に流行したインターネット現象である。

## 概要
2022年2月24日、マグダラのマリアがFGM-148 ジャベリンを持った画像がインターネット上で広がり始め、それにとあるツイッターユーザーが「聖ジャベリンが彼らを導くだろう」というキャプションを付けたことでミームとして急速に広まった。現在このミームはウクライナのレジスタンスの象徴と考えられている。
これがウクライナの防衛努力を支援する取り組みを促すのに時間はかからなかった。すぐにウクライナへの資金援助を目的とした複数のネットショップが現れ、クリスチャン・ボリス（Christian Borys）によって開設された「saintjavelin.com」というサイトはウクライナ国防省からも紹介された。BBCによって、このサイトから100万カナダドルを超える支援が寄せられたことが報じられている。

## 起源
聖ジャベリンの原型となったのは、2012年にアメリカの芸術家クリス・ショーによって描かれた「聖母カラシニコフ」である。元のイラストでは彼女が持っているのはジャベリンではなく、AK-47だった。聖母カラシニコフはインターネット上で共有され、2018年には匿名の人物によりジャベリンに描きかえられたバージョンがVKに投稿された。
クリス・ショーはこの現象を受け、自らの手により「公式」の聖ジャベリンをキャンバスに描き、その様子をYouTubeにアップロードした。

## イコンの意味
通常、ウクライナ東方カトリック教会や東方正教会の絵画では、マグダラのマリアは緑色の衣を纏って描かれる。インターネットで見られた初期の画像では、光輪は赤だった。そこから派生して現在最もよく見られるのは、ウクライナの国旗と同じ色合いの青の光輪であるが、これは西欧人にとっては恐らく守護の聖母のように見える。
一見奇妙なようだが、大天使ミカエルや聖ガブリエル・ポセンティ、守護の聖母のように、何人かの聖人は宗教画やイコンの中で武器を持って描かれることがある。

## 抵抗の象徴としての聖ジャベリン
ジャベリンは、ロシアのウクライナ侵攻において、主にロシア軍のT-72戦車に対して効果を発揮した。この事実はウクライナ軍の士気を高めることとなった。この兵器は軍用車両や戦車、トーチカを破壊するのに最適な武器の一つと見なされている。
ジャベリンの良好な戦果は、ウクライナの戦意、抵抗の声を形づくり、キーウの幽霊と同様に抵抗の象徴として受け入れられている。